# Magda Simon
Magda Simon (n. 20 iulie 1908, Oradea – d. 7 martie 1969, Oradea) a fost o scriitoare și jurnalistă maghiară evreică.

## Biografie și carieră
A absolvit liceul în orașul natal; în 1930, începe ca ziaristă la Brassói Lapoknál, iar în 1936 scrie la Nagyváradi Napló. 
Ca și restul evreilor din Oradea care reprezentau aproximativ o treime din populația orașului, este forțată să intre în Ghetoul orădean la 3 mai 1944. Acolo continuă să scrie în jurnal și vorbește de suferințele îndurate. La un moment dat exclamă:
„Clopotele bat acum pentru noi.
E modul prin care Oradea, acest oraș străvechi, ne jelește, plânge pentru copiii ei porniți într-o călătorie spre moarte. 
Domnul fie cu tine, Oradea!
Rămasul tău bun îmi dă putere pentru marea călătorie.
Trăiește fericit, drag oraș, îți urez din toată inima.
Și uită-ne pe noi, cei care ți-am fost loiali până la moarte.
Trăiește fericit, dacă poți, 
Iar dacă poți, blestemat să fii!".”
În iunie 1944, este deportată  a Auschwitz. Supraviețuiește și, în 1945, se întoarce acasă, reluându-și după un an cariera jurnalistică la Facla și la Cuvântul maghiar.
Deși a apărut inițial ca poetă, a câștigat mai târziu o reputație națională pentru criticile sale literare și rapoartele documentare autentice. S-a concentrat asupra săracilor din sate și punctele de cotitură ale existenței țărănești. Experiențele și impresiile acumulate pe parcursul anilor au servit ca sursă de lecturi, nuvele/romane și piese de teatru. 

## Lucrări
- Lumea se transformă (interviu, București, 1949);
- Ferma sufletelor (povestiri), București, 1956; București, 1968. ;
- Borsi krónika (povestiri Târgu Mureș, 1959)
- Împăcare (piese de teatru, București, 1960);
- O sută de nunți (teatru, București, 1960);
- Grindină (scena, București, 1962);
- Pe  marea banda rulantă. Raport de deces (București, 1967; limba română: Pe marea bandă rulantă. București, 1969);
- Cselédkenyéren (nuvelă, București, 1968);
- Clopotele Oradiei (opere alese, București, 1975. ).